# Камба (газове родовище)
Камба (Kamba) — офшорне газове родовище в Індійському океані біля узбережжя Танзанії. Належить до газоносного басейну Мафія (дістав назву за островом Мафія з архіпелагу Занзібар).

## Опис
Родовище виявили осінню 2014 року внаслідок спорудження напівзануреним буровим судном Deepsea Metro I свердловини Kamba-1, закладеної в районі з глибиною моря 1378 метрів. Її особливістю було завдання дослідити одночасно два проспекти — Фулусі (північне продовження родовища Пвеза у породах палеоцену) та Камба (породи верхньої крейди). Щоб досягнути останньої, спорудили боковий стовбур до глибини 3971 метр, який перетнув газонасичений інтервал завтовшки 40 метрів. Досягнуті на Kamba-1 результати дали підстави очікувати на перевищення прогнозу щодо ресурсів родовища, котрі перед бурінням оцінювались у 18 млрд м3 газу.
Родовище розташоване у блоці 4, правами на розробку якого володіє консорціум у складі BG (60 %, оператор), Ophir (20 %) та сінгапурської Pavilion Energy (20 %).